# Wiosna, ach to ty
Wiosna, ach to ty – piosenka Marka Grechuty z albumu o tym samym tytule, wydana w 1986 roku.

## Opis
Utwór ten jest uznawany za jeden z największych przebojów Marka Grechuty, który jest także jego kompozytorem i autorem tekstu. Ukazał się również w ścieżce dźwiękowej filmu pt. Żegnaj, Rockefeller.

## Pozycje na listach przebojów
| Kraj   | Notowanie (2003) | Pozycja |
| ------ | ---------------- | ------- |
| Polska | Radio Wawa       | 2       |

## Utwór na albumach Marka Grechuty
- 1987: Wiosna – ach to ty
- 1990: Złote przeboje
- 2005: Złota kolekcja: Dni, których nie znamy
- 2008: Złota kolekcja: Dni, których nie znamy / Gdzieś w nas

## Inne wykonania
- Grażyna Szapołowska – podczas 2. edycji programu Jak oni śpiewają w 2008 roku.
- Nikola Raczko – w 315. odcinku programu Szansa na sukces 23 października 2011 roku.
- Robert Janowski – nagrał własną wersję w 2009 roku[2]